# Distrito 3 (El Alto)
El distrito urbano municipal 3 de El Alto o denominado simplemente también como distrito 3, es uno de los 14 distritos que conforman el municipio de El Alto, el cual se encuentra ubicado en la provincia de Murillo del departamento de La Paz. El distrito es considerado urbano. 
Según el último censo boliviano de 2012, el distrito 3 tiene una población de 144 828 habitantes, lo que le convierte en el distrito más poblado de la ciudad de El Alto de entre los 14 distritos. Porcentualmente, de todos los habitantes de El Alto, alrededor de un 17,06 %  viven en el distrito 3.
En cuanto a su extensión territorial, el distrito 3 posee una superficie de 17,74 km² y una densidad de población de 8163 habitantes por km², siendo el segundo distrito más densamente poblado después del distrito 1.
Geográficamente, el distrito 3 limita al norte con el municipio de La Paz, al sur con el municipio de Achocalla, al oeste con el distrito 6 y el distrito 2 y finalmente al este con el municipio de La Paz.

## Demografía
| Población Histórica del Distrito 3 de El Alto | Población Histórica del Distrito 3 de El Alto | Población Histórica del Distrito 3 de El Alto |
| Año                                           | Habitantes                                    | Fuente                                        |
| --------------------------------------------- | --------------------------------------------- | --------------------------------------------- |
| 1992                                          | 70 514                                        | Censo boliviano de 1992                       |
| 2001                                          | 131 739                                       | Censo boliviano de 2001                       |
| 2012                                          | 144 828                                       | Censo boliviano de 2012                       |
| 2020                                          | 161 034                                       | Estimaciones del INE                          |